# Antônio Hortêncio Cabral de Vasconcelos
Antônio Hortêncio Cabral de Vasconcelos (Ingá, 13 de maio de 1855 — João Pessoa, 7 de maio de 1924) foi um musicista, poeta, jornalista, advogado e político brasileiro.

## Biografia
Formado em Direito pela Faculdade de Direito de Recife em 1888, exerceu a sua profissão como advogado, com escritório na capital do Estado; foi nomeado Procurador Fiscal dos Feitos da Fazenda Estadual e posteriormente Procurador da República, além de ter participado da fundação do Tribunal de Justiça do Estado da Paraíba.
Membro atuante da sociedade paraibana, foi poeta e musicista, autor da valsa "Constituintes", redator do jornal "O Estado da Paraíba" e também um dos sócios fundadores do Clube Astrea e do Instituto Histórico e Geográfico Paraibano.
Após a Proclamação da República, foi eleito Deputado Estadual, em 1891, sendo um dos autores de anteprojeto da primeira Constituição Republicana da Paraíba.